# ISO 639:k
 (octobre 2016).
Si vous disposez d'ouvrages ou d'articles de référence ou si vous connaissez des sites web de qualité traitant du thème abordé ici, merci de compléter l'article en donnant les références utiles à sa vérifiabilité et en les liant à la section « Notes et références ».
L'ISO 639 définit une codification des noms de langues. 
La liste des codes ISO 639 est présentée dans 26 séries de tableaux alphabétiques regroupant les codes suivants :
- Code ISO 639-3 à trois lettres (alpha-3) ; dont le présent article détaille une section alphabétique
- Code ISO 639-2 à trois lettres (alpha-3), lorsqu'il existe ;
- Code ISO 639-1 à deux lettres (alpha-2), lorsqu'il existe.

Le présent article détaille les codes ISO 639 s'étendant de « kaa » à « kzz ».
- kab est le code de la langue kabyle. Le kabyle est une variante du berbère, une langue regroupant plusieurs variantes parlées en Afrique du Nord.